# البرت هین
البرت هین (انگلیسی: Albert Heijn) شرکت خرده‌فروشی هلندی است، که در سال ۱۸۸۷ تأسیس شد.